# Diego Pérez de los Cobos Orihuel
Diego Pérez de los Cobos Orihuel (Gandia, 1963) és un coronel de la Guàrdia Civil espanyola, vinculat al Ministeri de l'Interior del mateix Estat, on des de 2011 ha treballat com a director del Gabinet tècnic de la Secretaria d'Estat de Seguretat.

## Biografia
Nascut a Gandia l'any 1963, es traslladà a viure a Iecla quan era un infant. La seva família era originària de la regió murciana, ha ocupat llocs de responsabilitat dins l'administració espanyola des de mitjan segle xix. El seu pare Antonio Pérez de los Cobos Cuadrado fou candidat de Fuerza Nueva a les eleccions generals de 1977. És germà de Francisco Pérez de los Cobos, expresident del Tribunal Constitucional.

### Joventut
Va simpatitzar amb partits de l'extrema dreta espanyola durant la seva joventut i segons alguns testimonis anònims no confirmats, el dia del cop d'estat del 23 de febrer de 1981, encapçalat pel tinent coronel de la Guàrdia Civil Antonio Tejero, Pérez de los Cobos, en aquell moment menor d'edat, s'hauria presentat voluntari a la caserna de la Guàrdia Civil de Iecla uniformat com els militants de Falange Espanyola de les JONS per donar suport a la insurrecció militar.

### Cas Urra
El 1992 va ser un dels sis guàrdies civils acusats de torturar l'activista basc Kepa Urra, detingut per la seva suposada vinculació amb el comando Biscaia, dins del que es va conèixer com el cas Urra. Pérez de los Cobos fou acusat de maltractar el detingut mentre aquest estava ingressat a l'Hospital de Basurtu-Zorrotza, a Bilbao. El cas va captar l'atenció de diverses organitzacions en defensa dels drets humans, i finalment l'Estat espanyol va ser declarat culpable d'una violació dels articles 2, 4 i 14 de la Convenció contra la tortura i altres tractaments o penes cruels, inhumans o degradants pel Comitè de les Nacions Unides contra la Tortura (CAT, per les seves sigles en anglès). El 1997, l'Audiència Provincial de Bilbao va condemnar al capità Manuel Sánchez Corbi, a l'alferes José María de las Cuevas Carretero i el guàrdia Antonio Lozano García a quatre anys de presó, tot i que acabarien sense entrar-hi per una rebaixa de pena a 1 any de presó, tal com va dictar el Tribunal Suprem espanyol, i per un posterior indult parcial fet pel Consell de Ministres. Els altres tres guàrdies civils implicats –Diego Pérez de los Cobos, Alejandro Hernández Mosquera i Arturo Prieto Bozec– van ser exonerats i declarats finalment innocents el 1997.

### Ministeri de l'Interior
El juliol de 2006 va començar a treballar com a assessor personal d'Alfredo Pérez Rubalcaba, pel que fou nomenat alt càrrec del Ministeri de l'Interior. Posteriorment, l'1 d'agost de 2011 fou nomenat Director del Gabinet de Coordinació de la Secretaria d'Estat de Seguretat pel llavors secretari d'Estat de Seguretat, Justo Zambrana Pineda, durant l'executiu de José Luis Rodríguez Zapatero. És dels pocs directius que va sobreviure al canvi de govern, i mantenir el càrrec amb l'executiu de Mariano Rajoy. Va treballar com a assessor en matèria penitenciària del ministre de l'Interior Jorge Fernández Díaz. També va treballar com a mà dreta de Francisco Martínez Vázquez i posteriorment de José Antonio Nieto, tots ells secretaris d'Estat de Seguretat.
Entre les seves competències estaven la creació dels anomenats DNI reservats, identitats falses reservades a agents especials que s'infiltraven en organitzacions criminals i que permetien no deixar rastre de les seves activitats.
Des del seu lloc de director del Gabinet tècnic de la Secretaria d'Estat de Seguretat ha influït per aconseguir més poder per a la Guàrdia Civil incorporant competències d'altres àrees del mateix ministeri, com en el cas de reclamar l'accés d'aquest cos a la base de dades d'estrangeria ADEXTRA creada per la Policia espanyola. Aquest fet el va enfrontar amb el comissari Francisco Vidal Delgado Roig, qui acabaria essent destituït pel Secretari d'Estat, Francisco Martínez Vázquez, de qui era assessor.
Se li atribueix haver dissolt la polèmica Brigada d'Anàlisi i Revisió de Casos (BARC), que va elaborar, sota mandat d'Eugenio Pino, informes sobre l'11-M,el cas Marta del Castillo o el cas Faisán.
És un dels quatre representants del Ministeri de l'interior a la Junta de Seguretat de Catalunya. El 23 de setembre de 2017 es va fer públic que el Ministeri de l'Interior va establir que Pérez de los Cobos coordinés el dispositiu amb Mossos d'Esquadra, amb l'oposició del major Josep Lluís Trapero fins a la celebració del referèndum sobre la independència de Catalunya. Tot i que el conseller d'Interior de la Generalitat de Catalunya, Joaquim Forn, també s'hi va negar, Pérez de los Cobos va ser el responsable del dispositiu policial durant la convocatòria referendària realitzada l'1 d'octubre de 2017.

### Comandància de la Guàrdia Civil de Madrid
L'abril de 2018 va assumir la direcció de la Comandància de la Guàrdia Civil de Madrid, però en fou destituït el 25 de maig de 2020 pel llavors ministre de l'Interior espanyol Fernando Grande-Marlaska que al·legà «pèrdua de confiança», tot i que posteriorment s'especulà amb la motivació per un informe de la Guàrdia Civil enviat a la titular del Jutjat d'Instrucció núm. 51 de Madrid, Carmen Rodríguez-Medel. En aquest informe s'investigava per prevaricació el delegat del Govern a Madrid, José Manuel Franco –cas que s'acabà arxivant el juny d'aquell mateix any-, per haver autoritzat actes multitudinaris a Madrid com el del 8 de març d'aquell mateix any, la celebració del congrés de Vox en les mateixes dates, o la disputa d'un partit de futbol a l'estadi Wanda Matropolitano que congregà més de 60.000 persones. En aquest document policial a més, s'hi abocaren greus acusacions contra el director del Centre de Coordinació d'Alertes i Emergències Sanitàries del Ministeri de Sanitat, Fernando Simón, al que inclús se li atribuïa la comissió de delictes.
El 29 de juny de 2020, pocs dies després de la seva destitució, el diari El País publicà una notícia sobre un cas de conflicte d'interessos quan estava al capdavant de la comandància. Concretament, l'11 de desembre de 2018 concedí la Creu de Plata de l'Orde al Mèrit de la Guàrdia Civil, la tercera condecoració més alta del cos, al sergent S. i a tres agents més de la comandància com a reconeixement de fets que «revesteixen un caràcter o mèrit excepcional». Quatre mesos després, a l'11 d'abril de 2019, va signar un informe de recomanació de cessament del sergent S., perquè «no reuneix les condicions necessàries d'idoneïtat» i per «la manca de confiança dels seus comandaments immediats». Si bé és cert que l'any 2014, en el moment de la seva incorporació, havia tingut problemes d'adaptabilitat, el propi informe reconeixia que la seva actitud no havia empitjorat dràsticament. De la mateixa manera, l'expedient del sergent recollia una trajectòria de reconeixements dins del cos amb 15 creus de la Guàrdia Civil i 18 felicitacions. Un altre element destacat de l'informe és que incorporava opinions i valoracions d'altres agents del cos. Una d'elles era la del tinent A., nebot polític de Pérez de los Cobos i que, aparentment no tenia vincles amb el sergent. En canvi, no apareixien a l'informe comentaris dels superiors jeràrquics de l'expedientat, tal com succeeix en casos similars. No obstant això, per entendre en conflicte en origen, calia remuntar-se al 17 d'octubre de 2018, quan el sergent S. discrepà manifestament de la decisió del tinent A. d'expulsar un dels agents. L'enfrontament es dirimí el 13 de març de 2019 davant la jurisdicció militar, en la qual el sergent testificà davant del jutge a favor del company expulsat i en contra del tinent. Aquesta mesura li comportà al sergent l'obertura d'un expedient disciplinari cinc dies després de la declaració.
L'abril de 2021, l'Audiència Nacional espanyola ordenà al Ministeri de l'Interior la reincorporació de Pérez de los Cobos al seu lloc de treball per considerar que la destitució havia tingut una «motivació il·legal». El ministeri recorregué contra la decisió judicial, mentre que partits de l'oposició com el Partit Popular, Ciutadans o Vox exigiren la dimissió o destitució del ministre Grande-Marlaska. El març del 2021, Pérez dels Cobos comparegué al Congrés dels Diputats per ser interrogat per la comissió parlamentària que investigava l'ús fraudulent de fons reservats a l'anomenat cas Kitchen, on s'espià a Luís Barcenas per motius polítics. El coronel comparegué perquè, en el moment de la comissió dels fets investigats, era director del Gabinet de Coordinació i Estudis de la secretaria d'Estat de Seguretat, des d'on es fiscalitzaven els fons reservats del ministeri. El març de 2023, el Tribunal Suprem espanyol donà la raó al coronel i dictaminà que el seu cessament per part del ministre fou il·legal, per la qual cosa el Ministeri de l'Interior l'hauria de restituir. Finalment, el 28 de juliol de 2023 es feu efectiva la sentència i el militar recuperà el càrrec al capdavant de la comandància de Madrid.